# Leech (Marvel Comics)
Leech (James "Jimmy"), o Sanguijuela en español, es un personaje ficticio que aparece en los cómics estadounidenses publicados por Marvel Comics.
Leech hizo su primera aparición en Uncanny X-Men como un Morlock, un grupo de mutantes cuyas deformidades los obligan a vivir en las alcantarillas de Manhattan. Por lo general, se lo describe como de alrededor de doce años (su edad exacta no está revelada). Habla en un inglés roto y se refiere a sí mismo en tercera persona.
Cameron Bright interpretó el papel en X-Men: The Last Stand.

## Historia de su publicación
La primera aparición de Leech fue en Uncanny X-Men #179 (marzo de 1984), y fue creado por Chris Claremont.
Leech apareció como parte de la entrada "Morlocks" en el Manual Oficial del Universo Marvel Edición de Lujo #9.

## Biografía ficticia del personaje
Leech es un mutante de piel verde que quedó huérfano cuando era un bebé. Sus padres lo abandonaron para que muriese cuando sus mutaciones se hicieron evidentes. Fue encontrado por el morlock Caliban y llevado a una mujer llamada Annalee que lo crio a él y a varios otros jóvenes huérfanos mutantes como a sus hijos, en el Callejón. Se hizo amigo del pupilo de X-Factor llamado Artie Maddicks y ha tenido algunos encuentros breves con los X-Men.
Durante la historia Masacre Mutante, Mister Siniestro envía a sus secuaces, los Merodeadores, para infiltrarse en las alcantarillas y matar a todos los Morlocks viviendo allí, en un esfuerzo para librar al mundo de los mutantes "genéticamente impuro". Mientras los Morlocks mueren, Leech y Calibán sobreviven, rescatados por Power Pack y los X-Terminators (X Factor en su papel de cazadores de mutantes). Leech se une a Artie bajo el cuidado de X-Factor hasta que puedan ser inscritos en St. Simons, una escuela privada que acepta de buen grado los niños mutantes.
Poco después de comenzar a asistir a esta escuela, Leech y Artie son capturados por demonios caza-mutantes. Matsuya Taki (un mutante tecnológicamente mejorado y amigo de Leech) y un equipo especial de mutantes, que se hacen llamar los X-Terminators, se unen a los Nuevos Mutantes en la lucha contra la amenaza demoníaca. Se aventuran a través de gran parte de Nueva York, presenciando muchas cosas, tales como gente inocentes siendo devorada, antes de que la amenaza sea contenida.
Leech, Artie, y Taki regresan a St. Simons, pero no se alejan de los problemas. Un incidente de Taki con un maestro les conduce al descubrimiento de un complot de humanos que odian a los mutantes para secuestrar y matar a tanto mutante como sea posible. El trío de jóvenes desobedece las órdenes y, literalmente, huye volando. Después de mucha violencia, los planes de secuestro son descubiertos y los conspiradores son arrestados. Una vecina, Ida Fassbender, descubre las excursiones tecnológicamente asistidas del trío, y su paranoia pone en peligro las vidas de los pequeños mutantes. Sin embargo, ella resuelve el problema y de manera extraoficial se convierte en abuela de los niños. Leech se consuela por la semejanza de Ida de Annalee.
Sin embargo, un nuevo plan de secuestro funciona con éxito y Artie y Leech son secuestrados por los asesinos terroristas mutantes Nación Gen.
Este grupo estaba compuesto de una segunda generación de Morlocks, descendientes de los sobrevivientes de la masacre en los túneles. Ellos nacieron y se criaron en una dimensión alternativa con un flujo más rápido del tiempo que ésta, llamada La Colina. Buscaban vengarse de los que hicieron daño a sus antepasados. Nación Gene encabezó una campaña para cazar y matar a tantos seres humanos como sea posible, ya que fue la falta de voluntad de los humanos a aceptar a los mutantes lo que obligó a sus padres a vivir en los túneles en donde fueron masacrados. Leech y Artie no quería involucrarse, pero quedaron atrapados hasta que fueron rescatados por la Generación X. Fueron hechos a partir de entonces los miembros más jóvenes y se quedaron con el equipo hasta que se disolvió. Posteriormente se hicieron miembros menores.

### Generación X
Leech y Artie continuaron viviendo en la Academia de Massachusetts bajo el cuidado de Emma Frost y Sean Cassidy. Más tarde se les unió Franklin Richards, quien se queda en la escuela mientras sufre la pérdida de su familia. Su amistad tiene beneficios inesperados, ya que Leech puede controlar los poderes de Franklin cuando ellos, agravados por su dolor, se salen de control.
Los tres visitan la granja de los padres de Hank McCoy. De vuelta en la Academia, se encuentran con Howard el Pato y otros aliados y, como grupo, son atacados por Black Tom Cassidy. Howard arriesga su vida para salvarlos a todos, luego el Hombre-Cosa se los lleva. Leech y el resto tienen varias aventuras ya que el equipo llamó a los Daydreamers. Cuando la familia de Richards, que previamente había sido exiliada a un universo alternativo (ver Heroes Reborn), regresa, el grupo se disolvió. Leech y Artie regresan a la academia y asumen roles más activos.
Poco después, la escuela se declaró en bancarrota, y Emma y Sean se vieron obligados a abrir la escuela a estudiantes humanos. Para evitar que Artie y Leech se aislaran, Emma les dio a ambos un inductor de imagen en forma de relojes. Los muchachos se apresuraron a abusar de esta nueva tecnología, y Emma los enderezó rápidamente. Poco después, la escuela quedó expuesta como un hogar para mutantes, y Artie, Leech y Penance fueron enviados para protegerlos de cualquier posible peligro que pudiera llegar.

### Arma X
En algún momento, Leech es capturado por el revivido programa Arma X y fue utilizado por el programa Arma X para mantener a los mutantes encarcelados bajo control. Cuando el programa estaba a punto de ser descubierto, los responsables intentaron borrar toda la información que lo rodeaba al matar a los prisioneros. Leech sobrevive y es uno de los 198 mutantes estimados que conservaron sus poderes después de M-Day y se muda a un campamento en el Instituto Xavier.
Cuando un supervillano explotante hace que el público en general se vuelva contra los superhéroes, Domino, Shatterstar y Caliban explotan los 198 y los llevan a un búnker en medio del desierto. Están sellados en su interior con armas nucleares que se activan para la auto detonación, pero finalmente se liberan del búnker. Leech acompaña a Caliban a los viejos túneles Morlock donde son atacados por un grupo extremista de Morlocks dirigido por Masque, quien después de noquear a Caliban, secuestra a Leech porque necesita los poderes de Leech. Luego es rescatado por los X-Men y Skids.
Leech y Artie Maddicks fueron invitados al cumpleaños de Franklin Richards, y como regalo, Franklin los invitó a vivir con los Cuatro Fantásticos. Los dos están ahora en una clase especial con moloides inteligentes, Alex Power (Zero-G) del Power Pack y otros niños superdotados. Más tarde se reveló que los poderes de cancelación de Leech fueron la razón por la que Reed Richards quería que él estuviera con Franklin. Leech luego se une al nuevo equipo de superhéroes Future Foundation de Reed.

## Poderes y habilidades
Leech puede amortiguar o anular por completo, neutralizar y negar por un tiempo indeterminado los poderes y habilidades de cualquier ser superpoder a 16 metros de él. Su capacidad de amortiguación al principio era involuntaria e incontrolable, pero ahora su habilidad parece estar bajo su control consciente. Leech le explicó a Johnny Dee que conscientemente podía acercar su campo de humectación para que las personas no se humedecieran a menos que lo tocaran.
Aunque Leech a veces ha amortiguado a los no mutantes como los Cuatro Fantásticos, también se ha demostrado que Leech amortigua las habilidades que no son de origen mutante. Leech humedeció a Hazmat de la Academia Vengadores, y durante el evento de cruce de la Masacre de Mutantes de Marvel, Leech negó los poderes del equipo de superhéroes Power Pack, cuyas habilidades les fueron otorgadas por un extraterrestre.
Cuando su habilidad se ha dirigido a mutantes con súper fuerza, a veces sus víctimas se han vuelto temporalmente delgadas y frágiles.

## Otras versiones

### Era de Apocalipsis
Leech está entre los Morlocks destacados que son sobrevivientes de los experimentos de Mr. Siniestro.

### Ultimate Marvel
Leech fue presentado al universo Ultimate Marvel en Ultimate X-Men # 82 como miembro de los Morlocks. Nunca se le mostró usando sus poderes, por lo que no está claro si son iguales o no. Se ve similar, pero más parecido a un hombre mayor que a un niño. Fue asesinado a tiros por Siniestro en el número 90.

## En otros medios

### Televisión
- Leech ha aparecido en algunos episodios de la serie animada de X-Men, con la voz de John Stocker. Además de su capacidad de amortiguación de energía, muestra telekinesis. Su aparición más notable fue en el episodio navideño "Have Yourself a Morlock Little Christmas", donde necesitaba una transfusión de sangre de Wolverine, que le otorgó temporalmente la capacidad de curación de Wolverine para combatir una enfermedad.
- Leech aparece en la última temporada de X-Men: Evolution, episodio 48 "Uprising" con la voz de Danny McKinnon. En esta serie, su nombre era Dorian Leach, y parecía bastante humano con cabello castaño, solo con piel pálida y ligeramente verdosa. Su habilidad mutante libera un pulso omnidireccional sobre un área al menos del tamaño de una manzana. Además de suprimir las habilidades mutantes, también anula todas las formas de energía, al igual que un pulso electromagnético. El efecto es temporal, aparentemente desvaneciéndose después de un minuto. En el episodio, la madre de Leach intenta proteger a su hijo de ser perseguido como mutante, pero finalmente no tiene éxito después de un encuentro con Spyke, quién convence al niño de que él es un mutante a pesar de la insistencia de su madre. Después del primer uso de Leach de su poder para proteger a Spyke, el Profesor X se acerca a su madre con una oferta para que Leach se una a su escuela cuando sienta que está listo. Él tiene un papel que no habla en el final de temporada, donde Rogue absorbe su capacidad neutralizadora de poder / habilidad para vencer a Apocalipsis. Rogue demuestra la capacidad de restaurar las habilidades mutantes y de negarlas, además de poder dirigir el pulso cuando lo considere oportuno.

### Cine
Leech aparece en X-Men: The Last Stand, interpretado por Cameron Bright. Leech (llamado Jimmy en la película, pero llamado en código Leech en un archivo entregado a Bestia) es todavía un niño, pero no tiene mutaciones físicas externas. Su poder cancela automáticamente la mutación de cualquier mutante con unos pocos metros de él, incluyendo revertir mutaciones físicas, tales como la piel azul de Hank McCoy. Cuando McCoy llega a estrechar la mano de Jimmy, su mano pierde su aspecto azul peludo, la mutación vuelve una vez que sale de la presencia de Leech. Leech juega un papel fundamental en la película como la fuente de la "cura" para el X-gen mutante, la cura es una especie de terapia génica retroviral usando el ADN de Leech. Magneto planea matar a Leech, que está siendo mantenido en Alcatraz, destruyendo así la cura mutante (en ese momento no tenían manera de sintetizar la cura artificial) y la preservación de las especies mutantes. Magneto y su Hermandad de Mutantes atacan la instalación, que es defendido por las tropas federales y los X-Men. Durante la batalla, Juggernaut es enviado para encontrar a Jimmy y lleva una carreras contra Kitty Pryde para salvarlo. Juggernaut es derrotado cuando Kitty utiliza la energía de anulación de Leech en su contra, burlándose de él en cargar contra ellos de frente y luego saltan fuera de su camino, lo que le llevó a chocar en contra de una pared. Kitty y Jimmy luego escapar del edificio a través de los agujeros que Juggernaut realizó para entrar, Jimmy abandona la isla de Alcatraz con Pryde y Bobby Drake. Al final de la película, Jimmy es visto como un miembro del Instituto Xavier y es recibido por el nuevo líder, Storm.